# Activismo transgénero

Símbolo que identifica y es generalmente usado por la comunidad trans.

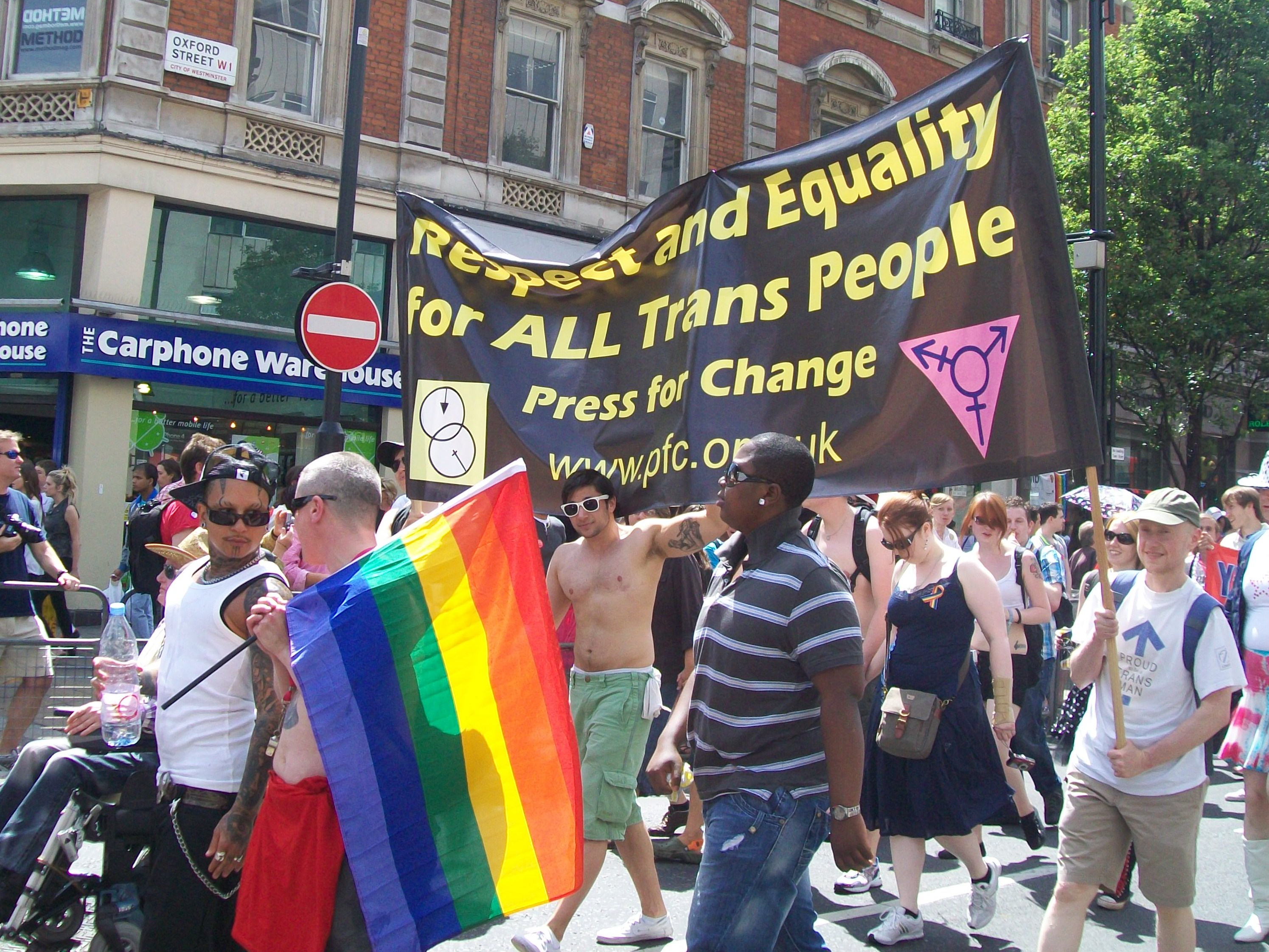
El Pride London, el 3 de julio de 2010.

El activismo trans se dedica a la lucha contra la discriminación en materia de vivienda, empleo y en los lugares públicos, así como el acceso pleno a la educación, la atención sanitaria, los documentos de identificación correspondientes, y el acceso al servicio militar en igualdad de condiciones para las personas trans. A medida que las condiciones sociales evolucionan y se eleva la conciencia pública, surgen otras preocupaciones. No todas las comunidades gais y lésbicas reconocen los derechos y necesidades de las personas trans.